# Beaumont-en-Cambrésis
Beaumont-en-Cambrésis és un municipi francès, situat a la regió dels Alts de França, al departament del Nord. L'any 2006 tenia 461 habitants. Limita al nord amb Viesly, a l'est amb Inchy, al sud amb Troisvilles, a l'oest amb Caudry i al nord-oest amb Béthencourt.

## Demografia
| 1962                                       | 1968 | 1975 | 1982 | 1990 | 1999 | 2006 |
| ------------------------------------------ | ---- | ---- | ---- | ---- | ---- | ---- |
| 671                                        | 626  | 559  | 518  | 500  | 422  | 461  |
| Des de 1962: població sense dobles comptes |      |      |      |      |      |      |

## Administració
| Període | Identitat       | Partit |
| ------- | --------------- | ------ |
| 2001-   | Fabrice Baccout |        |